# Sàtir de Tebes
Sàtir de Tebes (en llatí Satyrus, en grec antic Σάτυρος) va ser un cèlebre músic tebà, pare del destacat flautista Antigènides (Ἀντιγενίδας), segons diu Suides.
Mercès a aquesta indicació, i com que Antigènides va viure al temps de Filoxen de Citera, es pot situar la música de Sàtir cap a la primera meitat del segle iv aC. La música de Sàtir fou força apreciada en el seu temps a Beòcia.